# Рыгозы
Рыгозы — деревня в Опочецком районе Псковской области. Входит в состав Глубоковской волости.
Расположена на расстоянии 1 км на запад реки Алоль, в 40 км к юго-востоку от города Опочка и в 12 км к востоку от волостного центра, деревни Глубокое.
Через деревню проходит дорога Алоль(М20)-Щукино.
Численность населения по состоянию на 2000 год составляла 11 человек.